# Cronache dal selvaggio West
Cronache dal selvaggio West (in originale Of Mice and Minestrone, "Di topi e minestrone"), con sottotitolo Hap e Leonard, le origini, è una raccolta di racconti del 2020 di Joe R. Lansdale che vedono come protagonisti i due amici Hap Collins e Leonard Pine durante la loro infanzia, adolescenza e gioventù.
In appendice si trovano diverse ricette di cucina ispirate ai racconti, curate da Kasey Lansdale, figlia di Joe.

## Racconti contenuti

### La cucina
Hap ricorda di quando era un bambino di sei-sette anni e andava con i suoi famigliari a far visita alla nonna, una cuoca provetta, attorno alla quale si riuniva tutto il parentado. Mentre tornava a casa nell'auto carica di cibarie si sentiva felice, come se l'atmosfera della casa della nonna lo seguisse con tutti i suoi odori e sapori.

### Budino alla banana
All'età di 16 anni Hap, che in quell'epoca vive a Marvel Creek, si trova un lavoretto estivo nella locale stazione di polizia. Un giorno, mentre rifornisce di benzina la propria automobile, sporca incidentalmente di benzina gli stivali di un altro cliente, un omone di nome Dash. Hap si scusa ma rifiuta di pulirglieli; Dash è contrariato ma sua moglie Minnie intercede per il ragazzo, e per questo finisce coll'essere malmenata dal marito. Hap la rivede in un supermercato qualche giorno dopo, piena di lividi; si sente in obbligo verso di lei e le dà il denaro che aveva con sé per la spesa affinché possa prendere l'autobus per una città vicina, dove vive la sorella di lei. Dash viene poi arrestato per ubriachezza molesta e passa una notte in guardina, ma non riconosce Hap; questi rivede poi Minnie, ridotta in uno stato pietoso, tornata dal marito e ormai rassegnata a prendersi le sue botte.
Dash compare alla stazione di polizia dicendo di essere stato avvelenato e viene condotto in ospedale; Hilo, un poliziotto amico dell'uomo, manda poi Hap a casa di Dash per avvertire sua moglie. Il ragazzo non vi trova nessuno, ma a circa un miglio dall'abitazione scopre il cadavere di Minnie, con segni di dita sul collo. I sospetti si addensano su Calabash, un giovane di colore con precedenti, che è anche il figlio di Pop, l'addetto alle pulizie della stazione di polizia. Hap crede invece che il colpevole sia Dash, che è rimasto intossicato dopo aver mangiato un minestrone nel quale la moglie aveva fatto bollire dei topi che erano morti avvelenati.
Calabash, arrestato, viene picchiato a sangue nella cella da tre poliziotti, tra i quali Hilo. Pop, che è stanco dei problemi che gli provoca il figlio col suo comportamento, prima lo rimprovera severamente e successivamente lo uccide con un colpo di pistola,dopo avere sparato anche a Hilo che stava tentando di fermarlo. Hap, che ha assistito alla scena, esce dall'edificio dopo aver avvertito gli altri agenti. Rimane profondamente scosso anche nei giorni successivi, e si rifugia nel cibo. Dash si riprende, mentre Pop, al quale il figlio aveva confessato il delitto, viene arrestato, processato e condannato alla sedia elettrica.

### Il Watering Shed
Hap e Leonard, ancora minorenni, entrano in un locale chiamato Watering Shed, sebbene lì i negri non siano esattamente i benvenuti. Leonard si siede al bancone e ordina una birra; Hap, a disagio, non prende niente, facendo indispettire il barista Shank, poi cede e ne ordina una anche lui, ma Leonard si mette di traverso facendone una questione di principio. A questo punto interviene un altro cliente, Philip, che non gradisce la presenza di Leonard e se la prende col barista che la tollera. Quando Leonard ribatte a Philip, questi spara verso di lui, ma Hap s'interpone ed è colpito dal proiettile, che però non esplode e gli procura solo un grosso livido, Shank spara a Philip col suo fucile e questi, prima di morire dissanguato (anche per una coltellata infertagli da Leonard) spara al barista, uccidendolo. Hap e Leonard riescono a uscire sani e salvi. Il Watering Shed chiude e rimane in stato d'abbandono.

### Sparring partner
Durante le vacanze estive post diploma, Leonard annuncia a Hap di aver trovato per entrambi un lavoro come sparring partner in una palestra pugilistica frequentata da gente di colore. Hap, prima di essere assunto, deve superare una prova, battendosi con uno dei pugili del manager Bus: un ragazzone dalla stazza imponente che si fa chiamare "l'Assassino". Contro i pronostici, Hap lo mette al tappeto; egli e Leonard vengono poi pagati dall'organizzatore Dixie, ma non sono assunti perché sono andati troppo al di là delle aspettative.
Qualche giorno dopo Leonard richiama Hap dicendo che stavolta il lavoro c'è: Bus ha deciso di patrocinare Ty, un giovane con la madre a carico che vuole guadagnare dagli incontri di boxe per pagarsi gli studi universitari, e Hap e Leonard gli faranno da sparring partner. I due fanno amicizia con Ty e si rendono conto che, quantunque sia dotato di un certo talento, gli manca l'aggressività necessaria per vincere un incontro, così mettono a punto un piano: l'incontro successivo sarà disputato da Leonard, che darà poi i soldi della vincita a Ty, confidando nel fatto che il manager dell'altro pugile, che in precedenza li ha visti soltanto di sfuggita, non si accorga della sostituzione.
L'avversario di Leonard è un omone bianco di nome James Hedge, che inizialmente pare avere la meglio ma poi finisce sconfitto. Il suo manager, che ha organizzato il combattimento, accusa Bus, Dixie e Leonard di non aver rispettato i patti e minaccia di non pagarli, ma poi desiste anche perché Hedge prende le parti di Leonard. Hap e Leonard possono così consegnare la somma a Ty, prima di salutarlo per sempre.

### Il Sabine era in piena
Leonard, appena congedato dopo il servizio militare in Vietnam, si mette d'accordo con Hap per passare alcuni giorni a campeggiare e a pescare lungo il fiume Sabine. Insieme parlano delle loro esperienze: Leonard di quelle di guerra, Hap del carcere in cui è stato per renitenza alla leva e del suo fallito matrimonio con Trudy.

### Cibo buono: le ricette di Hap e Leonarddi Kasey Lansdale
Da La cucina
- Il tè ghiacciato di HC
- Pane alle noci di mamma
- Torta alla pasta frolla di Mimi
- Torta al cioccolato di O'Reta

- La meringa di zio Chester

Da Budino alla banana
- Focaccia al Jalapeño Ti faccio la pelle
- Minestrone di Minnie
- L'intruglio messicano di Mamma
- Frappé al cioccolato di Pop
- Il latte caldo di Bud

Da Il Watering Shed
- Liquore Watering Shed
- Le bombe alla ciliegia di Shank

Da Sparring partner
- Il budino alla banana di Leonard
- Salsa super piccante fatta in casa

Da Il Sabine era in piena
- Le uova dure col formaggio di Hap
- I biscotti Br'er Rabbit

- Morte da chili

## Edizioni
- (EN) Joe R. Lansdale, Of Mice and Minestrone. Hap and Leonard: the early years, Tachyon Publications, 2020, ISBN 9781616963231.

- Joe R. Lansdale, Cronache dal selvaggio West. Hap e Leonard, le origini, collana Stile libero Big, traduzione di Luca Briasco, Torino, Einaudi, 2021, ISBN 978-88-06-24999-1.